# Sexy Sexy Lover
 «Sexy, Sexy Lover» (с англ. — «Любимая, страстная») — второй сингл немецкой группы Modern Talking с альбома Alone, выпущенный 17 мая 1999 года.

## Предыстория
После триумфального возвращения Modern Talking на мировую поп-сцену с альбомом Back For Good в 1998 году в следующем, 1999, группа выпускает большой[какой?] альбом с новыми песнями и 2 сингла, призванных закрепить их успех.
Среди поклонников немецкого дуэта бытует мнение о симметричности альбомов первого (1984—1987) и второго (1998—2003) периодов творчества группы. Так, проводя аналогии по атмосфере и тематике песен, нельзя не отметить схожесть названий сингла «Cheri, Cheri Lady» из второго альбома Modern Talking Let's Talk About Love и сингла «Sexy, Sexy Lover» из второго альбома «нового» периода.

## Запись сингла
Запись сингла проходила в Гамбурге. Песня представляет собой очень яркую, динамичную, танцевальную композицию. В работе над синглом принимал участие рэпер Eric Singleton. Версия песни с его рэп-куплетами вместо вокала Томаса Андерса на сингле является основной. На эту же версию был сделан удлинённый ремикс. Кроме того, в качестве би-сайда на сингле представлен альбомный вариант баллады «Just Close Your Eyes».

## Список композиций

### CD-макси
1. «Sexy Sexy Lover» (Rap Version) — 3:10
2. «Sexy Sexy Lover» (Vocal Version) — 3:33
3. «Sexy Sexy Lover» (Extended Rap Version) — 4:59
4. «Just Close Your Eyes» — 4:17

### ПромоCD
1. «Sexy Sexy Lover» (Rap Version) — 3:10
2. «Sexy Sexy Lover» (Vocal Version) — 3:33

### 12" пластинка
Сторона А:
1. «Sexy Sexy Lover» (Feat. Eric Singleton) Rap Version — 3:10
2. «Sexy Sexy Lover» (Vocal Version) — 3:33

Сторона Б:
1. «Sexy Sexy Lover» (Feat. Eric Singleton) Extended Rap Version 4:59
2. «Just Close Your Eyes» 4:17

## Промоушн
Видеоклип к песне был снят в Майами, США. Действие клипа происходит на взлётно-посадочной полосе небольшого аэродрома, на которой большая группа шикарных девушек исполняют хореографические номера, а также в ночном клубе.
С этим синглом группа выступала на множестве телепередач, таких как «The Dome», «Top Of The Pops», и многих других. В Германии песня пребывала 2 месяца в чартах продаж и достигла 15 места. В других странах песня завоевала в чартах и эфирах радиостанции и музыкальных телеканалов высокие места.
| Чарт (1999) | Место в чарте |
| ----------- | ------------- |
| Германия    | 15            |
| Аргентина   | 20            |
| Австрия     | 27            |
| Испания     | 19            |
| Финляндия   | 9             |
| Венгрия     | 9             |
| Латвия      | 10            |
| Ливан       | 13            |
| Швеция      | 25            |
| Швейцария   | 35            |